# Olivia Grange
Olivia Grange es una política jamaicana. Ha servido como miembro del Parlamento para Saint Catherine Central desde 1997 y como ministra de Deporte, Juventud y Cultura de Jamaica durante el gobierno del Partido Laborista de Jamaica de 2007 a 2011. 
Actualmente es ministra de Deporte, Cultura, Entretenimiento y Asuntos de Género, después de que el Partido Laborista de Jamaica fuese elegido en 2016.